# Calophyllum moonii
Calophyllum moonii là một loài thực vật có hoa thuộc họ Cồng. Loài này được Wight mô tả khoa học đầu tiên năm 1840.